# معتمدية عقارب
معتمدية عقارب إحدى معتمديات الجمهورية التونسية، تابعة لولاية صفاقس.
تـــاريــخ الإحــداث : 1968.
تبلغ مساحتها 735 كم مربع وتعداد سكانها سنة 2014 حوالي 40943 نسمة
تنقسم إلى 8 عمادات : عقــارب و قرقــور و بولذيــاب و المحروقــة و التربة و بن سهلون و زليانة والصغار.

## أعلام المعتمدية
- الطيب التريكي, أديب ولد سنة 1921.[2]
- الولي الصالح إبراهيم بن يعقوب أو «صيد عقارب»